# Mischocyttarus consimilis
Mischocyttarus consimilis är en getingart som beskrevs av Zikan 1949. Mischocyttarus consimilis ingår i släktet Mischocyttarus och familjen getingar. Inga underarter finns listade i Catalogue of Life.